# Josip Višnjić
Josip Višnjić (Belgrado, República Federal Socialista de Yugoslavia, 17 de noviembre de 1966) es un exfutbolista y entrenador serbio. Actualmente dirige al Hércules de Alicante Club de Fútbol "B" de la Lliga Comunitat, máxima categoría del fútbol regional valenciano. 

## Trayectoria

### Como jugador
Vinko (como también se le conoce), fue uno de los extranjeros que mejor rendimiento dio en los años 90 en el fútbol español. Aunque su trabajo no era tan llamativo como el de otros jugadores, todos los técnicos que le han tenido a sus órdenes confiaron en él. Josip se inició en el fútbol en la extinta República Federal Socialista de Yugoslavia, primeramente en el FK Radnički Niš en el que permaneció durante varias temporadas hasta dar el salto al laureado FK Partizan Belgrado en el que estuvo una temporada. Llegó a España de la mano de Juanito para jugar en el Club Polideportivo Mérida, en el equipo extremeño estuvo una temporada hasta fichar por el Rayo Vallecano. En el equipo madrileño jugó sus primeras dos temporadas en Primera División, y la tercera tras el descenso el equipo retornó a Primera División. Sus números en el Rayo Vallecano fueron notorios: 36 partidos disputados en la temporada 1992/93, 30 en la 1993/94, y 33 en la 1994/95.
Tras su etapa en el Rayo, fichó por el Hércules Club de Fútbol en verano de 1995. En su primera temporada en el conjunto herculano disputó 30 partidos en Segunda División completando una temporada de ensueño donde el Hércules fue campeón de manera abrumadora. En la temporada 1996/97 en Primera División con el Hércules CF, disputó 22 partidos logrando 2 goles, el equipo descendió. Su debut en dicha temporada se produjo el 1 de septiembre de 1996 en el José Rico Pérez ante el CF Extremadura (2-1). En esta temporada Josip, no tuvo demasiada fortuna con las lesiones, teniendo que someterse en marzo de 1997 a una plastia, intervención en la que duplicó el tendón de la rodilla en un ligamento.
En la temporada 1997/98 jugó 27 partidos en Segunda División bajo las órdenes del entrenador David Vidal. Y en la siguiente temporada el equipo herculano realizó una horrenda campaña descendiendo a Segunda División B, Visnjic jugó 23 partidos. Tras el descenso, Visnjic aceptó una rebaja en el sueldo para renovar su compromiso con el club alicantino. Y despidió su carrera como jugador en la temporada 1999/00, en la que el Hércules CF se clasificó para la liguilla de ascenso a Segunda División pero que no consiguió el ascenso finalmente.

### Como entrenador
Tras finalizar su etapa como jugador de fútbol, Višnjić pasó a ejercer de entrenador en las categorías inferiores del Hércules CF. Durante una temporada entrenó al Hércules B en Regional Preferente. En 2003 mientras ejercía de entrenador del Hércules B sustituyó a Felipe Miñambres en el primer equipo del Hércules CF, aunque siguió dirigiendo al filial y lo ascendió a Tercera por primera y única vez en su historia. En la temporada 2004/05 fichó por la RSD Alcalá de la mano del entonces director técnico Manolo Alfaro. El equipo complutense logró la mejor clasificación de la historia del club (4º en Segunda B), y disputó la fase de ascenso a Segunda, eliminando a la SD Ponferradina en primera ronda y cayendo contra el Hércules CF en la segunda. 
Tras su paso por la UD Las Palmas y Granada CF en Segunda B, regresó al Alcalá a mitad de la temporada 2007/08 clasificando al equipo para la fase de ascenso a Segunda B en la que cayó eliminado en segunda ronda por el UD Alzira. Un año más tarde, logró el ascenso a Segunda B en una gran campaña en la que el Alcalá quedó campeón del grupo décimo de Tercera. El 2 de julio de 2009 firmó un año de contrato para dirigir a la Unión Deportiva Logroñés en Segunda B. Fue destituido en noviembre de 2010.
En la campaña 2013-2014 dirigió al CF Fuenlabrada.
Desde el 25 de junio de 2014 fue hasta final de la temporada 2014-2015 entrenador del CD Toledo, militando el club castellano en Segunda División B (Grupo II). Finalizó la temporada en noveno lugar en la clasificación, pero con opciones de jugar fase de ascenso hasta la última jornada de liga.
El 14 de febrero de 2018, se hace oficial su vuelta al Hércules CF para dirigir al conjunto alicantino en la Segunda División B.
Desde 2019 a 2021, sería segundo entrenador de Slaviša Jokanović en el Al-Gharafa Sports Club de la Liga de Catar.
El 15 de marzo de 2022, se convierte en nuevo entrenador del Club de Fútbol Villanovense de la Segunda División RFEF, para sustituir a Juan Manuel Pavón hasta el final de la temporada.
El 14 de febrero de 2023, comienza su nueva andadura como entrenador del Hércules CF "B" de Tercera RFEF.

## Clubes

### Como jugador
| Club                 | País              | Año       |
| -------------------- | ----------------- | --------- |
| FK Radnički Niš      | RFS de Yugoslavia | 1987-1990 |
| FK Partizan Belgrado | RFS de Yugoslavia | 1990-1991 |
| CP Mérida            | España            | 1991-1992 |
| Rayo Vallecano       | España            | 1992-1995 |
| Hércules CF          | España            | 1995-2000 |

### Como entrenador
| Club                                   | País   | Año       |
| -------------------------------------- | ------ | --------- |
| Hércules CF (fútbol base)              | España | 2001-2002 |
| Hércules CF "B"                        | España | 2002-2003 |
| Hércules CF                            | España | 2003      |
| RSD Alcalá                             | España | 2004-2005 |
| UD Las Palmas                          | España | 2005-2006 |
| Granada CF                             | España | 2006-2007 |
| RSD Alcalá                             | España | 2008-2009 |
| UD Logroñés                            | España | 2009-2010 |
| RSD Alcalá                             | España | 2011-2012 |
| Hércules CF (Juvenil A)                | España | 2012-2013 |
| CF Fuenlabrada                         | España | 2013-2014 |
| CD Toledo                              | España | 2014-2015 |
| CF Fuenlabrada                         | España | 2016      |
| Hércules CF                            | España | 2018      |
| Al-Gharafa Sports Club (2º Entrenador) | Catar  | 2019-2021 |
| CF Villanovense                        | España | 2022      |
| Hércules CF "B"                        | España | 2023      |

## Palmarés

### Como jugador

#### Campeonatos nacionales
| Título           | Club        | País   | Año       |
| ---------------- | ----------- | ------ | --------- |
| Segunda División | Hércules CF | España | 1995-1996 |

- Subcampeón de Segunda División, y ascenso a Primera División con el Rayo Vallecano (1994/95).
- Clasificación para la promoción de ascenso a Segunda División con el Hércules CF (1999/00).

#### Como entrenador
- Campeón del Grupo 4º de Regional Preferente de la Comunidad Valenciana, y ascenso a Tercera División con el Hércules CF B (2002/03).
- Clasificación para la fase de ascenso a Segunda División con la RSD Alcalá (2004/05).
- Clasificación para la fase de ascenso a Segunda División B con la RSD Alcalá (2007/08).
- Campeón del Grupo VII de Tercera División, y ascenso a Segunda B con la RSD Alcalá (2008/09).